# Colour It In
Colour It In — дебютный студийный альбом британской инди-рок группы The Maccabees. Он был выпущен в Великобритании 14 мая и в США 22 мая 2007 года. В британском магазине iTunes Store он появился 16 апреля 2007 года. Название альбома происходит от названия би-сайда с третьего сингла «First Love». Альбом был назван 24-м лучшим альбомом 2007 года по версии New Musical Express. В 2024 году The Independent включил его в список 20 самых недооценённых альбомов под номером 20.

## Отзывы
| Оценки критиков  | Оценки критиков |
| Источник         | Оценка          |
| ---------------- | --------------- |
| AllMusic         | [ 1 ]           |
| Digital Spy      | [ 3 ]           |
| Drowned in Sound | [ 4 ]           |
| Gigwise          | [ 5 ]           |
| NME              | [ 6 ]           |
| Pitchfork Media  | (4.1/10)        |
| Pixelsurgeon     | [ 8 ]           |
| This Is Fake DIY | [ 9 ]           |

Альбом получил положительные отзывы музыкальных критиков и интернет-изданий.
Мариса Браун из AllMusic отметил, что «Поклонники Futureheads берегитесь. Есть ещё кое-кто, кто грозится отобрать у них титул лучшей гармоничной группы в городе: The Maccabees. Группа из пяти человек из Брайтона (через Южный Лондон) использует те же угловато-теплые риффы, колотящие гитары, иногда фоновые вопли и быстрые, синкопированные, запоминающиеся мелодии, которые принесли известность Futureheads (и, в меньшей степени, группам Bloc Party и Interpol, И хотя на своём дебютном полноформатнике Colour It In они не добавили к этой формуле ничего особенного (несколько тактов губной гармошки в фантастической „Latchmere“ не в счёт), они следуют ей настолько хорошо, что это не имеет особого значения. Вокалист Орландо Уикс обладает удивительно живым голосом — переходящим от боли и раздражения в „Tissue Shoulder“ к влюблённости в раскатистой „About Your Dress“ и драматизму и эмоциональности в попсовой „O.A.V.I.P.“. — богатый и немного грубоватый, благодаря чему тот факт, что аккорды, аранжировки и ритмы альбома довольно похожи, свидетельствует о силе, о том, что вы понимаете, где лежат ваши преимущества, а не сигнализирует о недостатке разносторонности. Уикс привносит жизнь и индивидуальность в каждую из песен, хотя, если честно, яркие арпеджио его товарищей по группе, острые, как битое стекло, шестнадцатые ноты, наполненные томами барабанные линии и тяжёлый бас не сильно затрудняют его работу. Colour It In бурлит жизненной силой и молодостью, густым лондонским акцентом, влюблённостью, нарушением правил и просто наслаждением собой. И хотя альбом может звучать так, будто все это уже было, он просто выражает тот факт, что все вещи, о которых они поют, о которых поют все группы, на самом деле тоже уже были сделаны раньше. The Maccabees находятся в контакте со временем, в котором они живут, с музыкой и энергией вокруг них, подхватывая тенденции, которые они слышат, но только таким образом, чтобы дополнить их влияние, что делает Colour It In приятной, пусть и эфемерной записью».

## Список композиций
Все треки написаны Рупертом Джарвисом, Робертом Диланом Томасом, Орландо Уиксом, Феликсом Уайтом и Хьюго Уайтом.
| №                   | Название            | Длительность |
| ------------------- | ------------------- | ------------ |
| 1.                  | «Good Old Bill»     | 2:11         |
| 2.                  | «X-Ray»             | 3:15         |
| 3.                  | «All in Your Rows»  | 2:35         |
| 4.                  | «Latchmere»         | 3:01         |
| 5.                  | «About Your Dress»  | 2:14         |
| 6.                  | «Precious Time»     | 4:17         |
| 7.                  | «O.A.V.I.P.»        | 2:20         |
| 8.                  | «Tissue Shoulders»  | 2:29         |
| 9.                  | «Happy Faces»       | 2:50         |
| 10.                 | «First Love»        | 3:03         |
| 11.                 | «Mary»              | 3:30         |
| 12.                 | «Lego»              | 3:10         |
| 13.                 | «Toothpaste Kisses» | 2:39         |
| Общая длительность: | Общая длительность: | 37:40        |

| №                   | Название             | Длительность |
| ------------------- | -------------------- | ------------ |
| 14.                 | «The Real Thing»     | 1:39         |
| 15.                 | «Just Like the Rain» | 3:49         |
| 16.                 | «Colour It In»       | 1:42         |
| 17.                 | «Sore Throat»        | 2:21         |
| 18.                 | «Diamond Solitaire»  | 0:45         |
| 19.                 | «Bicycles»           | 2:59         |
| Общая длительность: | Общая длительность:  | 50:06        |

## Сертификации
| Регион                                                                      | Сертификация | Продажи |
| --------------------------------------------------------------------------- | ------------ | ------- |
| Великобритания (BPI)                                                        | Золотой      | 100 000 |
| Данные о продажах + прослушиваниях приведены только на основе сертификации. |              |         |